# Метро-таун
Метро-таун (Metro Town, 都會駅) — высотный жилой комплекс, расположенный в Гонконге, в округе Сайкун, в районе Чёнкуаньоу (возле станции метро Тхиукинлэн). Состоит из двух 62-этажных башен (205 м), двух 57-этажных башен (180 м) и торговых помещений первой фазы и строящегося комплекса второй фазы. Девелоперами комплекса Метро-таун являются компании Cheung Kong Group, Nan Fung Group и MTR Corporation.